# Rhasidat Adeleke
Rhasidat Adeleke (født 29. august 2002) er en irsk sprinter.
Adeleke var den første irske kvinde til at nå under 50 sekunder på 400-meterdistancen. Derudover har hun hele syv nationale rekorder på (60 m indendørs, 100 m udendørs, 200 m både indendørs og udendørs, 300 m indendørs og 400 m indendørs og udendørs). Heriblandt slog hun også to rekorder på stafetløb: kvindernes 4 × 400 meter stafet og 4 × 400 meter mixed stafetløb.
Med det irske mixed stafethold vandt hun guld på 4x400 meter mixed ved EM i atletik 2024 i Rom.  Ved samme lejlighed vandt det kvindelige hold også sølv på 4x400 stafet foruden hun selv vandt sølv i 400-meterkonkurrencen.